# كيفان اندريس سوري
كيفان اندريس سوري (بالألمانية: Keyvan Andres Soori)‏ من مواليد 8 مارس 2000، في كولونيا، ألمانيا هو سائق سيارات سباق ألماني فاز أندريس حلاق القفزة الشتاء السلسلة في شتاء عام 2013 وعام 2014 وفي الوقت الراهن اندريس يتنافس في USF2000 وبطولة الأطلسي.

## روابط خارجية
- كيفان اندريس سوري على موقع DriverDB.com (الإنجليزية)

- Keyvan Andres Soori on DriverDB.com